# Épinay (Eure)
Épinay település Franciaországban, Eure megyében. Lakosainak száma 303 fő (2018. január 1.). Épinay La Barre-en-Ouche, Mesnil-en-Ouche, Gisay-la-Coudre, Landepéreuse, La Roussière és Saint-Aubin-des-Hayes községekkel határos.

## Népesség
A település népességének változása:
| Lakosok száma | 283  | 228  | 244  | 252  | 272  | 287  | 337  | 330  | 305  | 303  |
|               | 1962 | 1968 | 1982 | 1990 | 1999 | 2008 | 2011 | 2013 | 2017 | 2018 |